# Tempelj Kastorja in Poluksa
Tempelj Kastorja in Poluksa (italijansko tempio dei Dioscuri) je antični tempelj v Rimskem forumu v Rimu, v osrednji Italiji . Prvotno je bil zgrajen v zahvalo za zmago v bitki pri jezeru Regillus (495 pr. n. št.). Kastor in Poluks (grško Polidevk) sta bila Dioscuri -  dvojčka Gemini, sinova dvojčkov Zevsa (Jupitra) in Lede. Njihov kult je prišel v Rim iz Grčije preko Magne Graecie in grške kulture južne Italije. 
Rimski tempelj je eden od številnih znanih templjev Kastorja in Poluksa, ki so ostali iz antike.

## Ustanovitev
Zadnji rimski kralj Tarkvinij Ošabni, in njegovi zavezniki Latinci, so vodili vojno proti mladi Rimski republiki. Pred bitko je rimski diktator Aulus Postumius Albus Regillensis obljubil, da bo zgradil tempelj Dioscuri, če bo republika zmagala.
Po legendi sta se Kastor in Poluks pojavila na bojišču kot dva sposobna konjenika v pomoč republiki; in potem, ko je bila bitka dobljena, sta se spet pojavila na Forumu v Rimu, kjer sta si napojila konje na izviru Lacus Juturnae in tako napovedala zmago. Tempelj stoji na domnevnem mestu njihovega prikazovanja.
Eden od Postumiusovih sinov je bil izvoljen za duumvira, para sodnikov, da bi tempelj posvetil 15. julija (ide v juliju) 484 pr. n. št. 

## Zgodovina
V republikanskih časih je tempelj služil kot kraj srečanja rimskega senata, od sredine 2. stoletja pred našim štetjem pa je sprednji del stopnišča služil kot govornica. V času cesarstva je bila v tempelj nameščena pisarna za uteži in mere, bil je tudi depozitar državne blagajne.
Arhaični tempelj je povsem prenovil in razširil v letu 117 pr. n. št. Lucij Cecilij Metel Dalmatik po zmagi nad Dalmatinci. Gaj Ver ga je ponovno obnovil drugi tempelj leta 73 pr. n. št.
Leta 14 pr. n. št. je požar, ki je opustošil večji del foruma, uničil tempelj. Tiberij, sin Livije iz prejšnjega zakona in posvojen Avgustov sin in morebitni naslednik prestola, ga je obnovil. Tiberijev tempelj je bil posvečen v letu 6. n. št.. Ostanki, ki so danes vidni, so iz Tiberijevega templja, razen na stopnice, ki so iz časa Metela.
Edward Gibbon pravi, da je tempelj Kastorja služil kot skrivno srečanje rimskega senata. O pogostih sestankih senata poroča tudi Cicero . Rekel je, da je senat zbudil upor proti cesarju  Maksiminu Tračanu in v korist prihodnjega cesarja Gordijana I. v templju Kastorja leta 237.
Če bi bil še v uporabi v 4. stoletju, bi bil tempelj zaprt med preganjanjem poganov v poznem rimskem cesarstvu. Tempelj se je morda že razpadel v 4. stoletju, ko je pred ponovno uporabljenim materialom postavljen zid pred Lacus Juturnae. O njegovi poznejši zgodovini ni znano nič, razen da so v 15. stoletju še vedno stali samo trije stebri njegove prvotne strukture. Ulico, ki teče ob stavbi, so imenovali via Trium Columnarum.
Leta 1760 so konzervatorji, ko so našli stebre v stanju neizbežnega propada, postavili oder za izvedbo popravil. Tako Piranesi kot mladi angleški arhitekt George Dance mlajši sta se lahko povzpela in natančno merila; Dance je imel »model, ki je bil najboljši primer korintskega reda, morda na vsem svetu«, kot je poročal svojemu očetu. 
Danes je stopnišče preživelo brez soočenja, tako kot trije stebri in del entablature, ki je ena izmed najbolj znanih značilnosti Foruma.

## Arhitektura
Oktastilni tempelj je bil peripteral, z osmimi korintskimi stebri na kratkih straneh in enajstimi na dolgih straneh. Imel je samo eno celo tlakovano z mozaiki. Podium je meril 32 m × 49,5 m in bil visok 7 m. Stavba je bila zgrajena v opus caementicium in prvotno prekrit s ploščami iz tufa, ki so bile kasneje odstranjene. Po starih virih je imel tempelj eno osrednje stopnišče za dostop do podiuma, vendar so izkopavanja dokazala dve stranski stopnišči.

## Arheologija
Tematski kompleks je med letoma 1983 in 1989 izkopal in preučil skupni arheološki misijon nordijskih akademij v Rimu, ki sta ga vodila Inge Nielsen in B. Poulsen. 

## Drugi templji Kastorja in Poluksa
Rimski tempelj je eden od številnih znanih mest Dioscurov, ki so ostali iz antike. Med ostalimi so:
- baročna bazilika cerkve San Paolo Maggiore v Neaplju zgrajena na mestu templja Kastorja in Poluksa. Veranda in pediment sta preživela potres v Sanniu leta 1688; ostala sta le dva korintska stebra, vključena v fasado cerkve.
- Izginuli Anakejon v bližini Akropole v Atenah je bil tempelj Dioscurov. Pavzanij ga je opisal kot antičen. [7]
- Pavzanij je določil še en tempelj v Argosu, ki prikazuje Kastorja in Poluksa, njihove sinove Anaksija in Mnasina, ter njihove žene Hilaeira in Febe.
- Obsežna razvalina v Dolini templjev v Agrigentu na Siciliji vključuje mesto drugega templja Dioskurov.

V opisu templja Dioscurov v starem grškem kolonialnem mestu Naukratis v Egiptu iz leta 1888 je Ernest Arthur Gardner ugotovil, da so takšni templji dovolj splošni, da imajo značilno orientacijo. Templji bogov so se nagibali k vzhodu. Na zahod so se srečali templji junakov in polbogov, kot sta Kastor in Poluks. 

## Galerija
- 1866; upodobitev Foruma Romanuma
- Še en pogled na tri stebre templja Kastorja in Poluksa
- Tempelj Kastorja in Poluksa (desno) s templjem Veste na levi